# フリーウェア
フリーウェア (英語: freeware) または無料ソフトウェア（英: gratis software）とは、オンラインソフトの中で、無料で提供されるソフトウェアのことである。フリーソフト、フリーソフトウェアとも呼ばれる。これに対し、有料、もしくは試用期間後や追加機能に課金されるオンラインソフトはシェアウェアと呼ばれる。なお、フリーソフトウェア財団の主張する「自由なソフトウェア」を意味するフリーソフトウェア (英: Free Software) とは意味が異なる。本項では便宜上、「フリーウェア」の語を無料のソフトウェア、「フリーソフトウェア」の語を「自由なソフトウェア」の意味で用いている。
フリーウェアは「無料で使用できる」ことに重点を置いた呼称であり、それ以外のライセンス条件、とくに変更・再配布などの条件はまちまちで、ソースコードが付属しないために変更ができなかったり、有償配布（販売）や営利利用の禁止など一定の制限が課せられているものも多い。個人が開発しているフリーウェアは有料化されシェアウェアとなったり、HDDのクラッシュ、PCの盗難、ライセンス上の問題、その他の理由で管理できなくなり更新・配布が停止されることが多々ある。

## 用語の歴史
フリーウェア (freeware) という用語は Andrew Fluegelman による造語である。彼は自分の作ったPC-Talkという通信プログラムを配布しようとしたが、配布コストの関係上、伝統的な配布方法を使いたくはなかったので、新しい方法で配布を行い、そこでフリーウェアという言葉を使った。
ただし、実際には、現在でいう所のシェアウェア (shareware) の手法を用いてPC-Talkを配布した。ちなみに以前に彼はfreewareという言葉の商標を持っていた（その後放棄している）。

## 日本における状況

### 呼称、呼び替え
日本のパソコン通信の黎明期の1980年代後半には、PC-VANやアスキーネットなどで、フリーウェアやシェアウェア、アメリカ産のパブリックドメインソフトウェア (PDS) などを集めて提供するコーナーを PDSと呼んでいた。雑誌や単行本等でのフリーウェアの紹介の際にも、便宜上、PDSと総称していた実態があった。PDSの本来の意味は、著作権が放棄されたソフトウェアであるが、著作権を放棄しているとは言い難いものも含めて PDS という風潮があり、これに対する疑問の声が1990年頃より上がるようになった。
1990年時点においても『PDS白書』『マッキントッシュPDS大図鑑part2』といった書籍が出版されている実情があったが、こういった状態を是正する動きが出て、PC-VANはPDSコーナーをOSL(オンライン・ソフトウェア・ライブラリ)と改称し、アスキーネットもpoolからPDSの名称を外した。
そして、無料で利用できるソフトウェアに対して、PDSに代わる言葉として、当初、一般的に使われるようになったのがフリーウェア、フリーソフト、フリーソフトウェアであった。
しかし、フリーウェアという名称は、その当時は商標として登録されている問題が指摘されたためあまり使われなくなり、日本ではフリーソフトやフリーソフトウェアと呼び換えられることが多くなった。なお、フリーソフトというのは説明の通り日本独自の呼び方（和製英語）であり、フリーソフトウェアもフリーソフトウェア財団の提唱する「free software（自由ソフトウェア）」を意味するわけではない。
特に書籍やCD-ROMなどの商品に収録される場合は、商標上の問題からフリーウェアではなく、フリーソフトと呼ばれることがほとんどとなった。一例として、FM TOWNSシリーズ向けに「フリーウェアコレクション」というCD-ROMを富士通が頒布していたが、Vol.4より「フリーソフトウェアコレクション」に名称が改められた。書籍でも1990年12月発行の『J-3100SS/GS定番フリーソフトウェア集』、1991年発行の『フリーソフトウェア派宣言』といったタイトルのものが出始めるようになった。
フリーウェアとシェアウェアを総称する形でオンラインソフト（オンラインソフトウェア）という呼称がPC-VANや一部のメディアで使われることもあった。窓の杜やVectorなどの著名なウェブサイトでも使われたが、大企業製ソフトウェアもダウンロード方式に移行するにつれ区分が曖昧になった。
スマートフォンの普及後はWindows向けソフトウェアにおいても「アプリ」の呼び方も増え、「ソフト」と「ウェア」と「アプリ」が混在していった。

### 特徴
フリーソフト、フリーウェアには市販ソフトを上回るものもあり、日本での代表例はアーカイバのLHAや、CADソフトのJw_cadなどがある。特にJw_cadは価格が数十万円する市販ソフトよりも操作性がよく、パソコン通信でサポートされる点が優秀とされ、同ソフトを収録したムックが4万部出荷される人気を集めた。そのためこれに脅威を感じたCADソフトメーカーの申し入れにより、1994年に日本パーソナル・コンピュータソフトウェア協会でフリーソフト検討小委員会が設けられ、Jw_cadについて意見が交わされる事態にまで至った。この他にもパソコン通信ターミナルソフトのWTERMなどを代表例として、パソコン雑誌の付録やムックに収録されて、市販ソフトを凌ぐものが少なからず存在した。
パソコンのOSの主流がMS-DOSだった頃には日本国内で圧倒的に多数だったフリーのものも、Microsoft Windowsが普及する頃になると、ニフティサーブのシェアウェア送金代行サービスなど商用パソコン通信で決済が可能になったことや、開発環境を揃えるのに費用がかかるようになったため、高機能なソフトはシェアウェアの形で発表されることも多くなっていった。
インターネット時代には海外製ソフトの日本語対応・日本語化パッチ作成が広まった。

## セキュリティ問題
フリーウェアは開発規模が小さいことが多いため、チェックが不十分だったり、開発者が更新停止していたりすることもある。特にlibpngやzlibなどの脆弱性が時々見つかっているが、それらを含むフリーウェアにおいてきちんと更新している例は少ない。フリーソフトウェアでは開発が停止しても、有志がセキュリティパッチ作成やフォークするなどの対応が可能であるが、ソースコードが提供されていなかったり再配布が不可能だったりする場合それは不可能である。
- ファイル共有ソフトWinnyの作者逮捕による開発停止後、リモートでコードが実行可能な脆弱性が見つかる[5]
- ペイントソフトSAIのシェアウェア化
- 漫画閲覧ソフトマンガミーヤによるXpdfのライセンス侵害による開発停止 (開発停止後にもXpdfの脆弱性は複数見つかっている)
- ウェブブラウザSleipnirのソースコード盗難による開発継続不可 (その後、スクラッチからSleipnir2が製作されたが、空白期間は脆弱性への対応などができない状態であった)
- UNLHA32 の開発停止及びセキュリティ脆弱性から来る使用中止の呼び掛け。開発停止したフリーウェアのなかにはUNLHA32を含むものが数多くあるが、それらが脆弱なままとなる。

フリーウェアでは電子署名が無いのにHTTPやFTPなどの中間者攻撃が可能な方法で公開されているという場合が多く、安全にダウンロードできない場合が多い (対してミラーされることの多いフリーソフトウェアでは、HTTPSで電子署名の公開鍵を配って、ソフトウェアには電子署名して公開しているという場合が多い)。特に二次配布サイトや雑誌収録において改竄されていないかを確認するには意識してチェックサムなどを確認する必要があるが、一次配布サイトにおいてチェックサムが安全な方法で公開されていない場合も多い。
窓の杜やVectorのようなフリーウェア配布サイトでは脆弱性の検査までは行っていないが、ウイルス検査は公開前と感染の疑いがある場合のみに行われている。しかし、2006年9月27日にはVectorにおいて新型ウイルスによって大規模なサイト内ウイルス感染が起きている。また、ウイルス感染したソフトウェアを使うことで開発環境に感染し、その開発環境で開発したソフトウェアにまで感染することもあり、2009年夏にはDelphiを狙ったInducが感染を拡大し、Vectorや窓の杜の他、雑誌のDTMマガジンにまで感染したソフトウェアが収録されている。

## 類似の概念
フリーウェアと類似した形態をとるが、一定の対価を要求あるいは希望するものに、以下のようなものがある。
シェアウェア (Shareware)
フリーウェアと同じように配布されるが、試用期間後は支払いを要求したりするもの。
ドネーションウェア (Donationware)
作者がソフトウェアを使うすべての者に対して作者やあるいはチャリティーといった第三者への寄付金を要求するもの。寄付が任意であれば、ドネーションウェアはフリーウェアであるか、あるいは他のカテゴリーに入るとされている。
ポストカードウェア (Postcardware)
基本的にはフリーウェアであるが、作者が謝辞やフィードバックのポストカードを送ることを要求しているもの。
メールウェア (Mailware)
ポストカードウェアとほぼ同じで、フィードバックを電子メールで送ることを要求しているもの。まれにフィードバックを送ることでユーザ登録（無料）され、ライセンスキーが送られてくるものもある。それまではシェアウェア同様機能が制限されたりする。
また、典型的なフリーウェアは、個人ユーザーが開発・配布するものが一般的だが、企業によって開発・配布されるものも少なくない。その多くは有用なものであるが、中には以下のようなものも存在する。
客寄せ (Loss leader)
消費者にサービスを使ってもらうためや、消費者を誘い商品を買わせるために無料で配られるようなもの。販促目的でよく使われる。
アドウェア (Adware)
フリーウェアとして配布されるが、そのソフトウェアを使うためには広告を見ることが要求されるもの。